# SvD Affärsbragd
SvD affärsbragd är ett pris som sedan 2014 delas ut av Svenska Dagbladet till en entreprenör, företagare eller grupp "som gjort en utomordentligt förtjänstfull prestation inom det svenska affärslivet".
Pristagaren ska vara aktiv och största delen av företagandet ska vara kopplat till Sverige. Prestationen ska ha genomförts de senaste tre åren och vara direkt knuten till pristagaren. Svenska Dagbladet utser en jury med omkring tio ledamöter. Svenska Dagbladets verkställande direktör och en utsedd ständig sekreterare är alltid jurymedlemmar. Juryn tar fram nominerade som sedan Svenska Dagbladets läsare röstar på.
Den första prisutdelningen skedde 2014 under mässan Unga Företagare på Älvsjömässan och priset gick till  Ida Backlund som skapat löshårsföretaget Rapunzel. Priset bestod även av 10 000 kronor att dela ut till ett "entreprenörskopplat ändamål". Samtidigt prisades Ingvar Kamprad som "Alla tiders entreprenör". Han var på plats och mottog utmärkelsen från prins Daniel.

## Vinnare
Priset delas ut varje vår och bedömningarna grundas på de senaste årens gärningar.
- 2014 – Ida Backlund, Rapunzel.
- 2015 – Martin Lorentzon och Daniel Ek, Spotify.
- 2016 – Jessica Löfström, Expandera Mera.
- 2017 – Pär Svärdson, Apotea och Adlibris.
- 2018 – Barbara Bergström, Internationella Engelska skolan.
- 2019 – Hamid Khanahmadi och Mohammad Khanahmadi, Tolkresurs.
- 2020 – Erik Gatenholm, Cellink.
- 2021 – Sebastian Siemiatkowski, Klarna.
- 2022 – Nami Zarringhalam och Alan Mamedi, Truecaller.
- 2023 – Ali Khalil, Saleh Karrani och Shafik Muwanga, Miljonbemanning.